# Тръстеник (област Русе)
 Тази статия е за село Тръстеник.  За други значения вижте Тръстеник (пояснение).  
Тръстенѝк е село в Северна България. То се намира в община Иваново, област Русе.

## География
Село Тръстеник се намира на около 25 km от град Русе.
Край селото преминава главен път Е 85, свързващ Централна Европа и държавите от ОНД с Гърция и Турция, както и със Северна Македония. В селото добре е развито земеделието, като преобладаващ отрасъл е растениевъдството – основно производство на зърнени култури. От животновъдството добре са развити говедовъдство и овцевъдство. В землището на селото има благоприятни условия за развитие на пчеларството – разнообразна медоносна растителност. Липсата на промишлени предприятия в района на селото създава предпоставки за развитие на биологично производство на земеделска продукция.

## История
Най-известното историческо събитие е Тръстенишкият бунт през 1900 г. срещу възстановяването на натуралния десятък от правителството на Тодор Иванчов .

## Население
Численост на населението според преброяванията в периода от 1934 до 2021 г.:
| \| Година на преброяване \| Численост \| \| --------------------- \| --------- \| \| 1934 \| 4002 \| \| 1946 \| 4404 \| \| 1956 \| 3510 \| \| 1965 \| 3441 \| \| 1975 \| 2896 \| \| 1985 \| 2520 \| \| 1992 \| 2134 \| \| 2001 \| 1749 \| \| 2011 \| 1315 \| \| 2021 \| 1030 \| |           |
| Година на преброяване | Численост |
| 1934 | 4002      |
| 1946 | 4404      |
| 1956 | 3510      |
| 1965 | 3441      |
| 1975 | 2896      |
| 1985 | 2520      |
| 1992 | 2134      |
| 2001 | 1749      |
| 2011 | 1315      |
| 2021 | 1030      |

### Етнически състав
Преброяване на населението през 2011 г.
Численост и дял на етническите групи според преброяването на населението през 2011 г.:
|                     | Численост | Дял (в %) |
| Общо                | 1 315     | 100,00    |
| Българи             | 750       | 57,03     |
| Турци               | 466       | 35,43     |
| Цигани              | 17        | 1,29      |
| Други               | 55        | 4,18      |
| Не се самоопределят | 0         | 0,00      |
| Неотговорили        | 27        | 2,05      |

Към 2008 г. по оценки в селото има около 200 кримски татари.

## Религии
В селото преобладават християнството и ислямът, като мюсюлманите са татари и турци.

## Обществени институции
- Православна църква „Света Параскева“, построена през 1885 г.
- Основно училище „Васил Левски“

## Културни и природни забележителности
На територията на селото има четири паметника, свързани с Руско-турската освободителна война, както и два паметника, свързани с Тръстенишкия бунт против десятъка, и един паметник на загиналите във войните за национално обединение. В сградата на старото кметство има исторически музей.

## Събития
Всяка година през месец октомври се провежда сбор. 
В края на лятото в читалище „Христо Ботев“ децата на село Тръстеник организират концерт.
На 31 декември хора от селото се събират на центъра, за да посрещнат заедно Новата година.

## Личности
- Исмаил Тръстениклиоглу (1780 – 1806), османски аянин, управлявал в Русе през 1795 – 1806 година
- Юсеин Чакъров Юсеинов – редник от Българската армия, убит на 1 септември 1917 година край село Беранци, Северна Македония[6]